# Philipp Franz von Siebold
Philipp Franz von Siebold (Würzburg, 17 de febrer de 1796 - Múnic, 18 d'octubre de 1856) fou un metge, naturalista, botànic i etnòleg bavarès. Del 1823 al 1829 i del 1859 al 1862 va viure al Japó. És un testimoni important del període Edo. La seva abreviació d'autor és Siebold (antigament també Sieb.)

## Biografia
Siebold nasqué a Würzburg en una família de petita noblesa amb una tradició medical: son pare era el metge Georg Christoph von Siebold i son avi Carl Caspar von Siebold, considerat com el fundador de la cirurgia moderna.
Després d'un període breu com metge de capçalera a Heidingsfeld va ser apel·lat el juliol 1822 pel rei Guillem I del Regne Unit dels Països Baixos com a quirúrgic-major a l'exèrcit neerlandès de les Índies Orientals Neerlandeses, amb la promesa que podria dedicar-se a l'estudi de la natura a les colònies.

### Primera expedició (1822-1830)

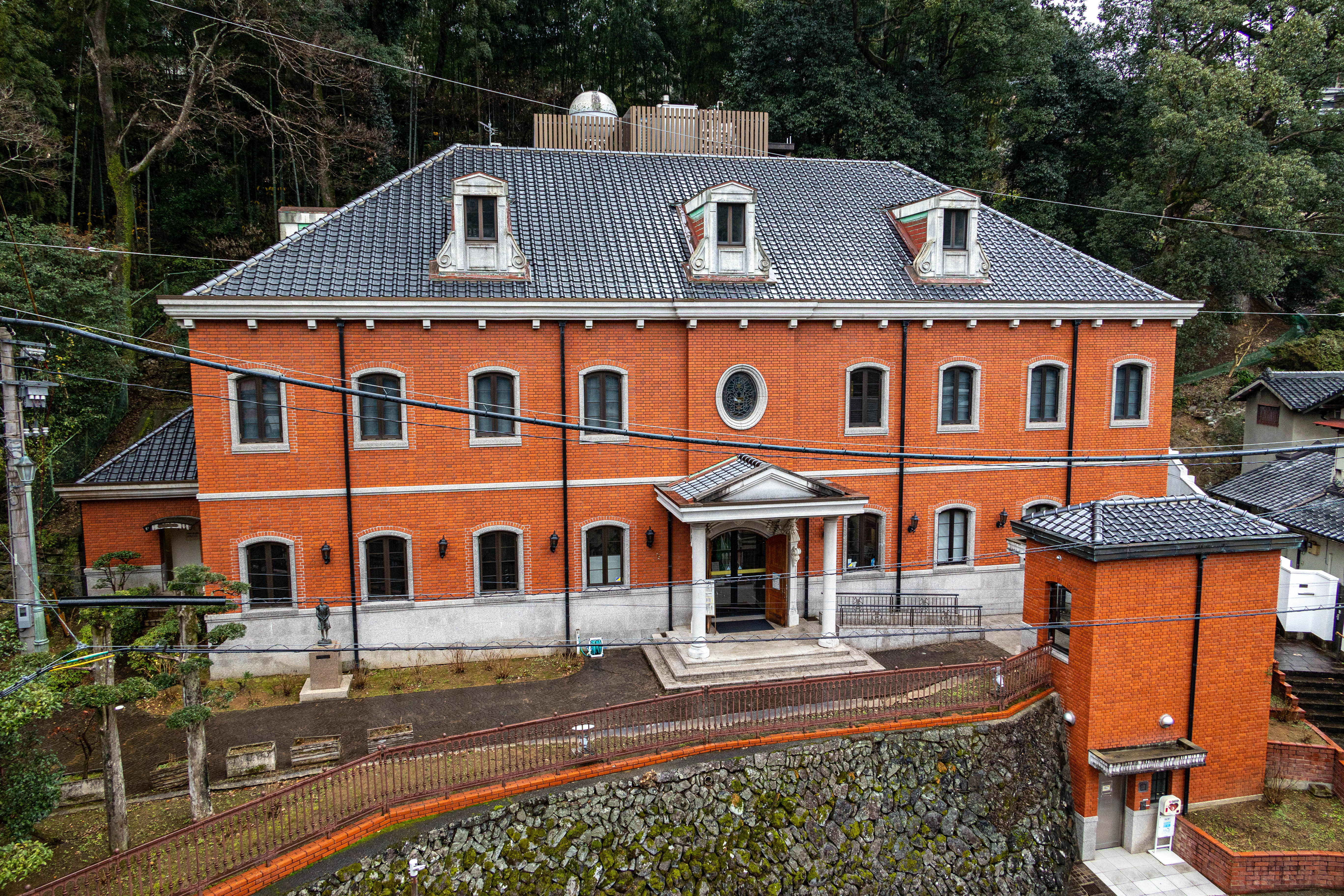
Museu Siebold a Nagasaki

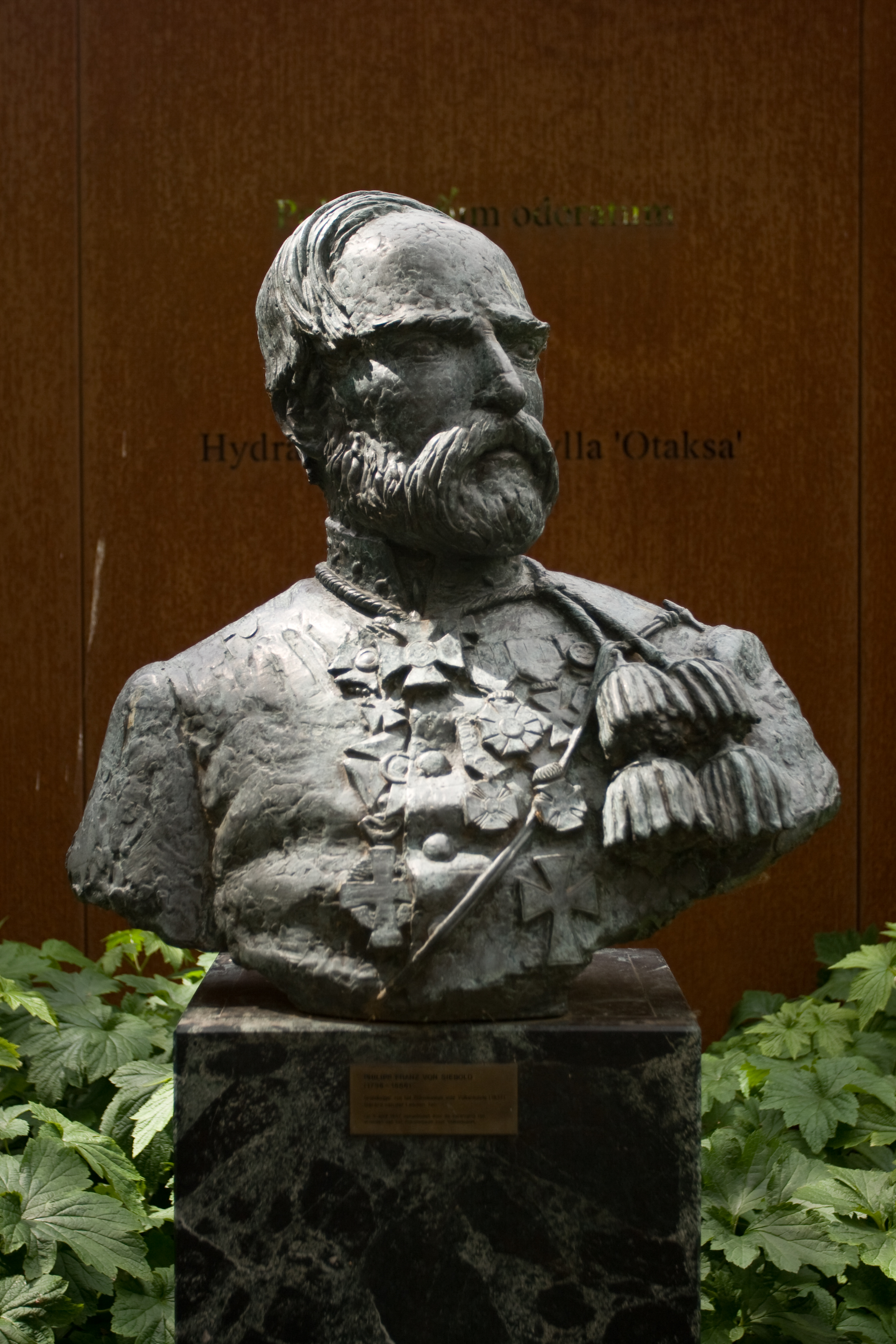
Bust a Leiden

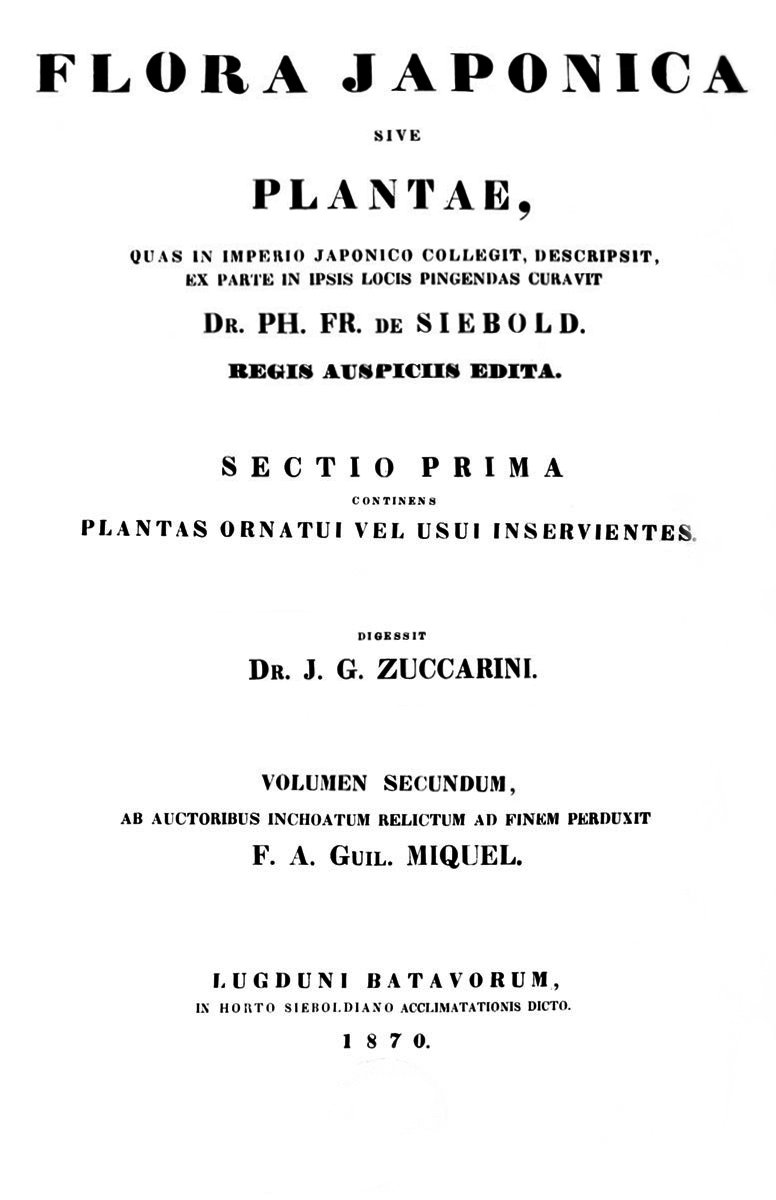
Frontis de la Flora Japonica

A aquesta època els neerlandesos van canviar la seva política colonial. El governador general a Batavia Godert van der Capellen li proposà una posició de metzge Dejima i li atorgava els mitjans financers per poder efectuar les seves recerques sobre el país i la seva població. Aleshores la medicina europea era molt estimada al Japó. Els metges de Dejima sovint van ser convocats per pacients japonesos prominents el que les donava més oportunitats de contactes personals i per col·lectar informació i objectes que els comerciants i així van poder esdevenir japonòlegs pèrits.

### Son amistançada japonesa
La convenció no permetia la presència de dones europees a Dejima. Molts delegats van amistançar-se amb dones del barri de Maryma, que podien
entrar a l'illa. Siebold va amistançar-se amb Sonogi O-Taki (més tard Kusumoto Taki, 楠本滝), amb la qual va el 1827 tenir una filla, Ine, que com la seva madre, no podia abandonar el Japó, quan Siebold se'n van anar. Una Hortènsia, la Hydrangea macrophylla Otaksa porta el seu nom.

### L'afer Siebold (1828)
El 1828 la seva primera missió japonesa va terminar-se. La seva col·lecció va ser carregada de manera amagada, però del 10 d'agost un cicló tropical va pujar el vaixell Cornelius Houtman a la terra ferma i avariar-lo. S'havia de descarregar el vaixell per tal de surar-lo i els inspector japonesos van descobrir uns mapes geogràfics, considerats com secrets militars i altres objectes dels quals l'exportació era prohibida. L'afer va comportar conseqüències greus per Siebold i més de 50 dels seus coneguts: l'astrònom Takahashi Sakuzaemon va ser condemnat a mort i va morir a la presó, poc abans la seva execució. Altres van ser exiliats. Siebold va confessar-se culpable sense donar els noms dels seus complices. El 22 d'octubre va ser exiliat a perpetuïtat i el 2 de gener del 1830, després d'un llarg plet, el seu vaixell va partir de Dejima.

### Estudis científics i negocis a Europa (1830-1858)
Des del seu retorn, va treballar més de quinze anys per a inventariar i documentar la seva col·lecció, que cotenia quasi 2000 preparats de mamífers, d'ocells, peixos, rèptils i més de 5.000 invertebrats. També va portar uns 500 espècies vegetals vives i uns 12.000 preparats assecats de 2.000 espècies. L'exposició de la col·lecció i les seves publicacions li van valdre una reputació científica tot arreu Europa. El 1839 va crear la companyia per l'aclimatació i la comercialització de les plantes, dels quals moltes van esdevenir plantes decoratius a molts parc i jardins europeus: hortènsies, paulónies, hostes i malauradament també la Fallopia japonica que en menys d'un segle va desenvolupar-se come una espècie invasora de la qual la comercialització va ser prohibida.

### Segona expedició (1858-1862)
El 1858 el govern japonès va abolir l'expulsió de Siebold, com que va adonar-se de la seva reputació científic com japonóleg. Tenia l'ambició d'esdevenir cònsol general, però com que la Companyia Holandesa de les Índies Orientals va tornar a ser privatitzada va partir com a agent. Va tenir un diari sobre la seva estat del 4 d'agost de 1859 fins a la fi d'abril de 1862, que més tard va ser publicat. Va reveure els seus estudiants d'antany i la seva filla que va acabar els seus estudis de medicina i esdevenir la primera metgessa japonesa. Va exercir unes missions per avisar el govern, però les disputes van augmentar i va trobar-se entre les rivalitats entre els poders europeus que lluitaven per la influència a l'orient. El 1863, va eximir-se del servei públic neerlandès.
Va morir el 18 d'octubre de 1866 a Múnic. Està sebollit al cementiri Alter Südfriedhof al qual la seva tomba, inspirada de les tombes típiques japonesos s'hi ha conservat fins avui (secció 33, fila 13 n°).

## Llegat
Aviat després de la seva mort, el seu paper en l'obertura del Japó va ser reconegut, tant al Japó com a Europa.
- El Museu d'etnologia (Múnic) conserva la col·lecció establerta durant la segona estada de Siebold al Japó, que el govern de Baviera va comprar-li el 1874. S'hi troba també una carta al rei Lluís I de Baviera a la qual incita el rei a crear un museu d'etnologia. La tomba de Siebold, en forma d'una stupa budista es troba al cementiri Alter Südfriedhof i la ciutat va dedicar-li un carrer.[4]
- La ciutat de Würzburg va crear el Siebold-Museum - Deutsch-Japanisches Forum i li va dedicar un carrer.[5]
- La ciutat de Leiden va crear el 2005 un museu i una sala d'exposicions a la casa llogada per Siebold, dedicats a les relacions entre el Japó i els Països Baixos. Al jardí botànic de la ciutat universitària es troben un bust al seu honor i també uns arbres i arbusts importats pel cièntific. També s'hi troba un carrer Sieboldstraat.[6]
- A Nagasaki li van dedicar un museu i una universitat.[7]
- A Tòquio es troba un bust commemoratiu.

## Obra
- De historia naturalis in Japonia statu, nec non de augmento emolumentisque in decursu perscrutationum exspectandis dissertatio, cui accedunt spicilegia faunae japonicae (llatí)., Batavia, 1824, 16 pàgines
- Nippon. Archiv zur Beschreibung von Japan und dessen Neben- und Schutzländern: Jezo mit den südlichen Kurilen, Krafto, Kooraï und den Liukiu-Inseln, nach japanischen und europäischen Schriften und eigenen Beobachtungen bearbeitet. Ausgegeben unter dem Schutze Seiner Majestät des Königs der Niederlande. (alemany) 1832–1858], 7 volums, 1897 segona edició eixamplada
- Philipp Franz von Siebold i Joseph Gerhard Zuccarini, Flora Japonica sive Plantae quas in imperio Japanico coll., descripsit, ex parte in ipsis locis pingendas curavit (llatí), Lugduni Batavorum apud auctorem 1835-1870
- Philipp Franz von Siebold et al., Bibliotheca japonica, sive Selecta quaedam opera sinico-japonica in usum eorum, qui literis japonicis vacant in lapide exarata a...Ko Tsching Dschang.(llatí) Lugduni Batavorum, ex officina editoris, 1833-1841, 6 volums
- Ph. Fr. von Siebold, et.al., Fauna Japonica sive Descriptio animalium, quae in itinere per Japoniam jussu et auspiciis superiorum, qui summum in India Batava Imperium tenent, suspecto, annis 1823-1830 collegit, notis, observationibus, et adumbrationibus illustravit., Lugduni Batavorum, 1833-1850.